# Georg Rack
Georg Rack (* 7. Februar 1798 in St. Stefan; † 19. April 1862 in Neudenstein) war ein österreichischer Landwirt, Realitätenbesitzer und Politiker.

## Leben
Rack war der Sohn des Landwirts und Besitzer der Rackrealität Johann Rack und dessen Ehefrau Maria geborene Harich. Er war römisch-katholischer Konfession und heiratete am 12. Mai 1845 Juliana Leitgeb (* 12. April 1822). Aus der Ehe gingen zwei Töchter und vier Söhne hervor. Er war der Schwiegersohn von Ignaz Leitgeb und der Schwager von Hubert Leitgeb.
Rack lebte als Landwirt und Realitätenbesitzer in Töllerberg, heute Stadt Völkermarkt, wo er auch Bürgermeister war
Vom 17. Juli 1848 bis zum 4. März 1849 war er Abgeordneter im Provisorischen Kärntner Landtag.
1860 wurde er mit dem Silbernen Verdienstkreuz mit der Krone ausgezeichnet.